# Nedašova Lhota
Nedašova Lhota (in tedesco Nedaschowa Lhotta) è un comune della Repubblica Ceca facente parte del distretto di Zlín, nella regione di Zlín.